# Джарты, Василий Георгиевич
Васи́лий Гео́ргиевич Джарты́ (3 июня 1958, село Раздольное, Старобешевский район, Сталинская область, Украинская ССР — 17 августа 2011, Ялта, Крым, Украина) — украинский политик, Председатель Совета министров Автономной Республики Крым в 2010—2011 годах. Член Академии исследования проблем развития бизнеса. По национальности — грек.

## Образование
- 1981 — Донецкий политехнический институт по специальности «Автомобили и автомобильное хозяйство» (инженер-механик).
- 2000 — магистратура государственного управления Донецкого государственного технического университета (присвоена квалификация «Магистр государственного управления»).

## Биография
- 1975—1976 — ученик электрослесаря по ремонту оборудования на макеевской шахте им. В. И. Ленина производственного объединения «Макеевуголь», Донецкая область.
- 1979 — ученик токаря Горловского машиностроительного завода им. С. Кирова, Донецкая область.
- 1981 — электросварщик Одесского автосборочного завода и механик автотранспортного предприятия 04621, г. Макеевка, Донецкая область.
- 1981—1983 — служба в Советской Армии.
- 1983—1988 — приемщик ремфонда, мастер и диспетчер производства Макеевской станции технического обслуживания легковых автомобилей.
- 1988—1990 — председатель кооператива «Горняк», г. Макеевка.
- 1990—1993 — директор малого предприятия «Модуль-5В», г. Макеевка.
- 1993—1995 — директор макеевского частного предприятия «Виктория».
- 1995—1997 — директор, начальник экономического отдела ООО «Квазар, Лтд», г. Макеевка.
- 1997—1998 — генеральный директор ООО «Трансфер», г. Макеевка.
- 1998 — эксперт-консультант по вопросам транспорта и металлургии представительства венгерской фирмы «Ф+Ф», г. Макеевка.
- 1998—1999 — заместитель председателя по вопросам деятельности исполнительного комитета Горняцкого районного совета народных депутатов г. Макеевки.
- 1999—2000 — заместитель председателя Макеевского городского совета по вопросам деятельности исполнительных органов; и. о. макеевского городского головы.
- 2000—2002 — макеевский городской голова.
- 2002—2005 — первый заместитель председателя Донецкой областной государственной администрации.
- 2005—2006 — первый заместитель председателя политисполкома Партии регионов, г. Киев.
- 2006—2010 — народный депутат Украины: первый заместитель председателя Комитета Верховной Рады Украины по вопросам экологической политики, природопользования и ликвидации последствий Чернобыльской катастрофы; 2007—2010 — член Комитета Верховной Рады Украины по вопросам транспорта и связи.
- 2006—2007 — министр охраны окружающей природной среды Украины.
- март 2010 — август 2011 — Председатель Совета министров Крыма.
- На выборах в ВС Крыма 2010 возглавлял список кандидатов в депутаты от Партии регионов.

## Награды
- 2011 — орден «За заслуги» II степени — за значительный личный вклад в социально-экономическое, научно-техническое, культурно-образовательное развитие Украинского государства, весомые трудовые достижения, многолетний добросовестный труд и по случаю 15-й годовщины Конституции Украины[1].
- 2002 — орден «За заслуги» III степени[2].
- 2005 — Почетная грамота Верховной Рады Украины; Почетная грамота Кабинета Министров Украины.

## Семья
Жена Наталья — домохозяйка. Две дочери — Виктория и Ольга.

## Общественная деятельность
- Член Партии регионов. Заместитель председателя Партии регионов. С апреля 2010 по август 2011 — председатель Крымской республиканской организации Партии регионов.
- Народный депутат 5-го (2006—2007) и 6-го (2007—2010) созывов.
- Депутат Верховного Совета Крыма 6-го созыва в 2010—2011 (сложил полномочия).

## Обвинения в криминальной деятельности
По словам экс-министра внутренних дел Украины, Юрия Луценко в конце 1980-х — начале 1990-х годов Василий Джарты возглавлял «макеевскую» ОПГ и известен в криминальном мире как «Вася Бита» за использование в рэкете бейсбольной биты.

## Смерть
Василий Джарты умер в ночь с 16 на 17 августа 2011 года в крымском пансионате «Глициния», где проходил реабилитацию после перенесённой операции.

### Неправильный диагноз
По словам анонимного источника близкого к покойному, украинские врачи поставили ему неправильный диагноз и последующее лечение в Германии и России положения не спасло, так как время было упущено. «Когда немецкие врачи объяснили, что с ним, Джарты снял министра здравоохранения Крыма, заменил всю медицинскую верхушку», — сообщил источник.